# Kuksu

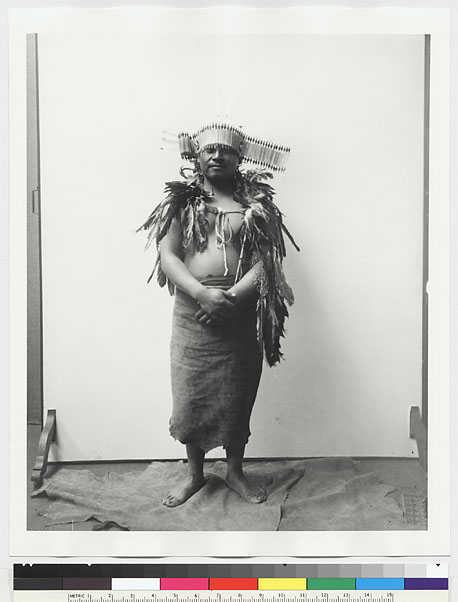
Persona Kuksu

El culto Kuksu, fue una religión chamánica del norte de California practicada en grados diferentes por muchos nativos americanos de los Estados Unidos antes y durante el contacto con los primeros colonos europeos. Esta creencia se extendió por norte y centro de California y desde el valle de Sacramento al Océano Pacífico.
El kuksu incluía complejas ceremonias con danzas y actuaciones, usando una vestimenta tradicional. Los hombres de la tribu practicaban rituales para asegurar una buena salud, cosechas y caza abundantes y buen tiempo. Estos ritos incluían una ceremonia anual de luto, ritos de paso e intervenciones de los chamanes con el mundo de los espíritus. Una sociedad secreta masculina se reunía en locales clandestinos para practicar danzad públicas usando disfraces.
El kuksu ha sido identificado arqueológicamente por el descubrimiento de los locales de baile y tambores de madera usados para ello.

## Versiones del Norte

### Patwin
La cultura patwin del norte de California tenía notables sistemas y rituales kuksu en comparación a otras culturas.

### Maidu
La cultura maidu del norte de California también tenía notables sistemas y rituales kuksu.

### Pomo
El Kuksu fue personalizado como un ser espiritual por los Pomo. Sus ceremonias mitológicas y su danza fueron presenciadas entre 1892 y 1904. Los Pomo llamaban Kuksu o Guksu, dependiendo del dialecto, a un ser sobrenatural, de pico rojo, que vivía en una casa de sudor en el límite sur del mundo. La curación era su especialidad. La persona que jugaba el papel de Kuksu/Guksu en las danzas ceremoniales Pomo era a menudo considerado como curandero, y vestido como tal. También aparecía con esta vestimenta brevemente en otras ceremonias a fin de expulsar a la enfermedad de la población.
Todos los varones debían pertenecer a una sociedad ceremonial, siendo algunas de sus danzas de carácter privado o secreto, no conocidas por las mujeres y los niños, con opiniones variadas sobre el poder de dichas sociedades sobre la tribu: "No existían sociedades secretas de importancia como ocurría entre los Maidu y, presumiblemente, entre los vecinos Wintun, y tampoco un clero organizado con intereses personales y control de las ceremonias." Por el contrario, en 1925 un testigo de los Pomo de Clear Lake decía: "El centro de las actividades religiosas está en una sociedad secreta llamada kuhma, afín a las de los Patwin y los Maidu y formada por hombres, los cuales dirigían el ritual de la antigua religión kuksu.

## Versiones del Sur
El historiador Alfred Kroeber observó que el kuksu existió también en el sur, pero entre los "grupos de danza del sur" tenía una cosmogonía menos especializada. Entre los grupos que practicaban esta variante estaban los ohlone, los salineros, los miwok, los esselen y los yokuts, éstos más al norte, en comparación a los grupos del norte de California y valle de Sacramento.